# Günter Netzer
Günter Netzer (Mönchengladbach, 14 de setembro de 1944), é um ex-futebolista alemão.

## Carreira
Netzer iniciou a carreira no FC Mönchengladbach, onde permaneceu até os 19 anos de idade, antes de mudar para o rival Borussia Mönchengladbach em 1963. Iniciou na Bundesliga em 1965/66, sendo campeão da Bundesliga em 1970 e 1971 e da Copa Alemã em 1973.
Transferiu-se em 1973 ao Real Madrid ganhando a liga espanhola em 1975 e 1976 e a Copa do Rei em 1974 e 1975. Em 1976 foi para o Grasshopper Club onde encerrou sua carreira em 1978.
Na seleção alemã, jogou em 37 ocasiões marcando 6 gols, entre 1965 até 1975. Foi campeão da Eurocopa em 1972, e da Copa do Mundo de 1974.

## Aposentadoria
Após encerrar sua carreira como um jogador em 1978, Netzer tornou-se gerente do Hamburgo SV por oito anos muito bem sucedidos. Durante este tempo contratou grandes jogadores e ganhou três títulos da Bundesliga (1979, 1982, 1983) e a Uefa Champions League em 1983. Seu período no clube são considerados hoje o período mais bem sucedido na história do HSV.
Atualmente possui uma agência em Zurique onde negocia diretamente com as TVs de esportes suiços, e também é comentarista esportivo na tevê alemã.
Netzer era o jogador chave, um dos melhores meio-campos de todos os tempos, chamando atenção pelos toques e longos lançamentos.

## Títulos
Borussia Mönchengladbach:
- Bundesliga: 1969–70 , 1970–71
- Copa da Alemanha: 1972–73

Real Madrid:
- La Liga: 1974–75 , 1975–76
- Copa do Rei: 1973–74 , 1974–75

Seleção Alemã:
- Eurocopa:  1972
- Copa do Mundo de 1974

Individuais
- Seleção da Bundesliga pela revista kicker: 1965-1966, 1966-1967, 1967-1968, 1968-1969, 1969-1970, 1970-1971, 1971-1972
- Objetivo do ano (Alemanha) : 1971, 1972
- Futebolista do ano na Alemanha : 1972, 1973
- Seleção da Eurocopa : 1972
- Ballon d'Or - Segundo colocado: 1972
- Futebol mundial : os 100 maiores jogadores de futebol de todos os tempos (75º lugar)
- Membro do Hall da fama esportivo da Alemanha